# لا دیز مینور
لا دیز مینور (انگلیسی: A-sharp minor) با مخفف (A♯m) یک گام مینور بر پایهٔ نت لا دیز است.

## تعریف
گام لا دیز مینور بر سه نوع: مینور تئوریک (طبیعی)، مینور هارمونیک و مینور ملودیک استوار است و گام بزرگ نسبی آن، دو دیز ماژور است و دارای هفت علامت دیز در سرکلید است.
- نت‌های گام لا دیز مینور طبیعی به ترتیب عبارتند از: لا دیز، سی دیز، دو دیز، ر دیز، می دیز، فا دیز، سل دیز و اکتاو.

- در گام لا دیز مینور هماهنگ (یا لا دیز مینور هارمونیک)، نت «سل دیز» نیم پرده کروماتیک به بالا تغییر می‌کند.

- در صورتی که درجات ششم و هفتم در حالت بالا رونده نیم پرده کروماتیک به بالا تغییر کند و در حالت پایین رونده به حالت اصلی خود برگردد، لا دیز مینور نغمگی (یا لا دیز مینور ملودیک) است.